# Avencs de la Febró
Els Avencs de la Febró són un conjunt d'esquerdes obertes a la serra de la Mussara, dins el terme de la Febró (Baix Camp). Formats per tres esquerdes principals, d'orientació nord-sud paral·leles a la cinglera, la més destacada té una llargària màxima d'uns 290 metres, 35 metres de fondària i entre 3-6 metres d'amplada. Dins hi ha dues coves i altres cavitats menors, una de força gran d'origen càrstic, que estava plena d'estalactites que foren arrancades per construir el mas de Macià Vilà a Reus. S'hi amagaren contrabandistes i, segons la tradició, el general Joan Prim el 1843.